# Europese kampioenschappen kunstschaatsen 1988
De Europese Kampioenschappen kunstschaatsen zijn wedstrijden die samen een jaarlijks terugkerend evenement vormen, georganiseerd door de Internationale Schaatsunie (ISU).
De kampioenschappen van 1988 vonden plaats van 12 tot en met 17 januari in Praag. Het was de vierde keer, na 1934 (vrouwen en paren), 1937, 1948, dat de EK kampioenschappen hier plaatsvonden. Het was de achtste keer dat ze in Tsjechoslowakije plaatsvonden. Ook Troppau (1928 voor mannen en 1938 voor paren) en Bratislava (1958 en 1966) waren gaststad voor de kampioenschappen.
Voor de mannen was het de 80e editie, voor de vrouwen en paren was het de 52e editie en voor de ijsdansers de 35e editie.

## Historie
De Duitse en Oostenrijkse schaatsbond, verenigd in de "Deutscher und Österreichischer Eislaufverband", organiseerden zowel het eerste EK Schaatsen voor mannen als het eerste EK Kunstschaatsen voor mannen in 1891 in Hamburg, in toen nog het Duitse Keizerrijk, nog voor het ISU in 1892 werd opgericht. De internationale schaatsbond nam in 1892 de organisatie van het EK kunstschaatsen over. In 1895 werd besloten voortaan het WK kunstschaatsen te organiseren en kwam het EK te vervallen. In 1898, na twee jaar onderbreking, vond toch weer een herstart plaats van het EK kunstschaatsen.
De vrouwen en paren zouden vanaf 1930 jaarlijks om de Europese titel strijden. De ijsdansers streden vanaf 1954 om de Europese titel in het kunstschaatsen.

## Deelname
Er namen deelnemers uit 20 landen deel aan deze kampioenschappen. Zij vulden het aantal van 80 startplaatsen in de vier disciplines in.
Voor België nam Katrien Pauwels voor de vijfde keer deel in het vrouwentoernooi.
(Tussen haakjes het totaal aantal startplaatsen over de disciplines.)
| Sovjet-Unie (12) Tsjecho-Slowakije (8) Duitsland (8) Frankrijk (6) Verenigd Koninkrijk (6) | Duitse Democratische Republiek (6) Italië (4) Hongarije (4) Polen (4) Zwitserland (4) | Finland (3) Oostenrijk (3) Denemarken (2) Joegoslavië (2) Spanje (2) | Zweden (2) België (1) Bulgarije (1) Noorwegen (1) Roemenië (1) |

## Medaille verdeling
Bij de mannen was het erepodium bij het EK kunstschaatsen voor de zevende keer een kopie van het jaar ervoor, in 1933, 1956,1967 en 1978 gebeurde dit eerder. Het was de zesde keer dat op het erepodium deelnemers uit één land stonden. Op het eerste EK in 1891 stonden er drie Duitsers op het podium, in 1922, 1927 en 1928 drie Oostenrijkers en in 1987 en dit jaar drie mannen uit de Sovjet-Unie. Alexander Fadeev werd voor de derde keer Europees kampioen, in 1984 veroverde hij zijn eerste titel. Het was zijn vijfde medaille, in 1983 en 1986 werd hij derde. De nummer twee, Vladimir Kotin, veroverde zijn vierde medaille, in 1985 en 1986 werd hij ook tweede. Viktor Petrenko stond voor de tweede keer op het erepodium.
Het erepodium bij de vrouwen was een kopie van de twee voorgaande jaren. Het was voor de eerste keer in het vrouwentoernooi dat dit plaatsvond. In 1968 en 1979 vond dit plaats in het mannentoernooi. Katarina Witt prolongeerde de Europees titel. Het was haar zesde titel op rij en haar zevende medaille, in 1982 werd ze tweede. Voor Kira Ivanova op plaats twee was het haar vierde medaille bij de EK, in 1985, 1986 en 1987 werd zij ook tweede. Anna Kondrashova eindigde net als in 1984, 1986 en 1987 op plaats drie, het was ook haar vierde medaille.
Bij de paren veroverden Jekaterina Gordejeva / Sergej Grinkov als 22e paar en het achtste Sovjet paar de Europese titel. Het was hun tweede medaille, in 1986 werden ze tweede. De Europees kampioenen van 1987, Larisa Seleznova / Oleg Makarov, eindigden op de tweede plaats. Het was hun derde medaille, in 1985 werden ze ook tweede. Het Oost-Duitse en debuterende paar Peggy Schwarz / Alexander König op de derde plaats stonden voor de eerste keer op het erepodium.
Bij het ijsdansen werden Natalja Bestemjanova / Andrej Boekin na 1983, 1985, 1986 en 1987 voor de vijfde keer Europees kampioen, het was hun zevende medaille, in 1982 en 1984 werden ze tweede. Voor Natalia Annenko / Genrikh Sretenski op de tweede plaats was het hun derde medaille, in 1986, 1987 werden ze derde. Het paar Isabelle Duchesnay / Paul Duchesnay op plaats drie stond voor de eerste keer op het erepodium bij het EK Kunstschaatsen. Ze waren het derde Franse ijsdanspaar na Christiane Guhel / Jean Paul Guhel (4x) en Brigitte Martin / Francis Gamichon (1x) dat plaatsnam op het erepodium.
| Discipline | Goud                                  | Zilver                              | Brons                               |
| ---------- | ------------------------------------- | ----------------------------------- | ----------------------------------- |
| Mannen     | Alexander Fadeev                      | Vladimir Kotin                      | Viktor Petrenko                     |
| Vrouwen    | Katarina Witt                         | Kira Ivanova                        | Anna Kondrashova                    |
| Paren      | Jekaterina Gordejeva / Sergej Grinkov | Larisa Seleznova / Oleg Makarov     | Peggy Schwarz / Alexander König     |
| IJsdansen  | Natalja Bestemjanova / Andrej Boekin  | Natalia Annenko / Genrikh Sretenski | Isabelle Duchesnay / Paul Duchesnay |

## Uitslagen
| #      | naam (deelname)           | land                                    | pc |
| ------ | ------------------------- | --------------------------------------- | -- |
| Goud   | Alexander Fadeev (7)      | Vlag van Sovjet-Unie                    |    |
| Zilver | Vladimir Kotin (8)        | Vlag van Sovjet-Unie                    |    |
| Brons  | Viktor Petrenko (4)       | Vlag van Sovjet-Unie                    |    |
| 4      | Grzegorz Filipowski (8)   | Vlag van Polen                          |    |
| 5      | Richard Zander (4)        | Vlag van Duitsland                      |    |
| 6      | Heiko Fischer (6)         | Vlag van Duitsland                      |    |
| 7      | Petr Barna (6)            | Vlag van Tsjechië                       | 6  |
| 8      | Oliver Honer (6)          | Vlag van Zwitserland                    |    |
| 9      | Paul Robinson (3)         | Vlag van Verenigd Koninkrijk            |    |
| 10     | Axel Medric               | Vlag van Frankrijk                      |    |
| 11     | Frederic Lipka            | Vlag van Frankrijk                      |    |
| 12     | Alessandro Riccitelli (4) | Vlag van Italië                         |    |
| 13     | Andras Szaraz (6)         | Vlag van Hongarije                      |    |
| 14     | Ralph Burghart (3)        | Vlag van Oostenrijk                     |    |
| 15     | Peter Johansson (3)       | Vlag van Zweden                         |    |
| 16     | Oula Jaaskelainen (4)     | Vlag van Finland                        |    |
| 17     | Michel Huth               | Vlag van Duitse Democratische Republiek |    |
| 18     | Rico Krahnert             | Vlag van Duitse Democratische Republiek |    |
| 19     | Henrik Walentin           | Vlag van Denemarken                     |    |
| 20     | Jaroslav Suchy (2)        | Vlag van Tsjechië                       |    |
| 21     | Tomislav Cizmesija (3)    | Vlag van Joegoslavië (1943-1992)        |    |
| 22     | Cornel Gheorge            | Vlag van Roemenië (1965-1989)           |    |
| 23     | Przemyslaw Noworyta (2)   | Vlag van Polen                          |    |
| 24     | Fernando Soria (7)        | Vlag van Spanje                         |    |

| #                      | naam (deelname)       | land                                    | pc |
| ---------------------- | --------------------- | --------------------------------------- | -- |
| Goud                   | Katarina Witt (10)    | Vlag van Duitse Democratische Republiek |    |
| Zilver                 | Kira Ivanova (8)      | Vlag van Sovjet-Unie                    |    |
| Brons                  | Anna Kondrashova (6)  | Vlag van Sovjet-Unie                    |    |
| 4                      | Claudia Leistner (6)  | Vlag van Duitsland                      |    |
| 5                      | Simone Koch (3)       | Vlag van Duitse Democratische Republiek |    |
| 6                      | Natalia Gorbenko      | Vlag van Sovjet-Unie                    |    |
| 7                      | Agnes Gosselin (6)    | Vlag van Frankrijk                      |    |
| 8                      | Tamara Teglassy (5)   | Vlag van Hongarije                      |    |
| 9                      | Marina Kielman        | Vlag van Duitsland                      |    |
| 10                     | Joanne Conway (2)     | Vlag van Verenigd Koninkrijk            |    |
| 11                     | Iveta Voralova (2)    | Vlag van Tsjechië                       |    |
| 12                     | Stefanie Schmid (2)   | Vlag van Zwitserland                    |    |
| 13                     | Beatrice Gelmini (4)  | Vlag van Italië                         |    |
| 14                     | Katrien Pauwels (5)   | Vlag van België                         |    |
| 15                     | Mirela Gawlowska (2)  | Vlag van Polen                          |    |
| 16                     | Claude Peri           | Vlag van Frankrijk                      |    |
| 17                     | Zeljka Cismesija (3)  | Vlag van Joegoslavië (1943-1992)        |    |
| 18                     | Lotta Falkenback (3)  | Vlag van Zweden                         |    |
| 19                     | Petra Vonomoos        | Vlag van Zwitserland                    |    |
| 20                     | Yvonne Pokorny (2)    | Vlag van Oostenrijk                     |    |
| 21                     | Anisette Torp-Lind    | Vlag van Denemarken                     |    |
| 22                     | Katerina Novakova     | Vlag van Tsjechië                       |    |
| 23                     | Elina Hanninen        | Vlag van Finland                        |    |
| 24                     | Eva Plaszko           | Vlag van Hongarije                      |    |
| Vrije kür niet bereikt |                       |                                         |    |
| 25                     | Marta Olozagarre (2)  | Vlag van Spanje                         |    |
| 26                     | Anita Thorenfeldt (3) | Vlag van Noorwegen                      |    |
| 27                     | Asia Alexieva         | Vlag van Bulgarije (1971-1990)          |    |

| #      | naam (deelname)                             | land                                    | pc |
| ------ | ------------------------------------------- | --------------------------------------- | -- |
| Goud   | Jekaterina Gordejeva (3) Sergej Grinkov (3) | Vlag van Sovjet-Unie                    |    |
| Zilver | Larisa Seleznova (4) Oleg Makarov (4)       | Vlag van Sovjet-Unie                    |    |
| Brons  | Peggy Schwarz Alexander König (2)           | Vlag van Duitse Democratische Republiek |    |
| 4      | Natalia Mishkutenok Artur Dmitriev          | Vlag van Sovjet-Unie                    |    |
| 5      | Mandy Wötzel Axel Rauschenbach              | Vlag van Duitse Democratische Republiek |    |
| 6      | Lenka Knapova (4) Rene Novotny (5)          | Vlag van Tsjechië                       |    |
| 7      | Brigitte Groh Holger Maletz                 | Vlag van Duitsland                      |    |
| 8      | Cheryl Peake (3) Andrew Naylor (3)          | Vlag van Verenigd Koninkrijk            |    |
| 9      | Anuschka Glaser Stefan Pfengle (2)          | Vlag van Duitsland                      |    |
| 10     | Lisa Cushley (2) Neil Cushley (2)           | Vlag van Verenigd Koninkrijk            |    |
| 11     | Dagmar Kovarova (3) Jozef Komar (3)         | Vlag van Tsjechië                       |    |

| #      | naam (deelname)                               | land                         | pc     |
| ------ | --------------------------------------------- | ---------------------------- | ------ |
| Goud   | Natalja Bestemjanova (9) Andrej Boekin (9)    | Vlag van Sovjet-Unie         |        |
| Zilver | Natalia Annenko (4) Genrikh Sretenski (4)     | Vlag van Sovjet-Unie         |        |
| Brons  | Isabelle Duchesnay (3) Paul Duchesnay (3)     | Vlag van Frankrijk           |        |
| 4      | Maya Usova Alexander Zhulin                   | Vlag van Sovjet-Unie         | 1      |
| 5      | Kathrin Beck (6) Christoff Beck (6)           | Vlag van Oostenrijk          |        |
| 6      | Klara Engi (5) Attila Toth (5)                | Vlag van Hongarije           |        |
| 7      | Lia Trovati (2) Roberto Pelizzola (9)         | Vlag van Italië              |        |
| 8      | Sharon Jones (4) Paul Askham (4)              | Vlag van Verenigd Koninkrijk |        |
| 9      | Vera Rehakova (3) Ivan Havranek (4)           | Vlag van Tsjechië            |        |
| 10     | Corinne Paliard (2) Didier Courtois (2)       | Vlag van Frankrijk           |        |
| 11     | Stefania Calegari (3) Pasquale Camerlengo (3) | Vlag van Italië              |        |
| 12     | Honorata Gorna (2) Andrzej Dostatni (2)       | Vlag van Polen               |        |
| 13     | Andrea Juklova (2) Martin Simecek (2)         | Vlag van Tsjechië            |        |
| 14     | Andrea Weppelmann (3) Hendryk Schamberger (3) | Vlag van Duitsland           |        |
| 15     | Susanna Rahkamo (3) Petri Kokko (3)           | Vlag van Finland             |        |
| 16     | Desiree Schlegel (2) Patrik Brecht (2)        | Vlag van Zwitserland         |        |
| 17     | Annalisa Meyers Justin Green                  | Vlag van Verenigd Koninkrijk |        |
| -      | Antonia Becherer (6) Ferdinand Becherer (6)   | Vlag van Duitsland           | t.z.t. |

Medaillewinnaars

Mannen · 
Vrouwen ·
Paren · 
IJsdansen

Toernooi

1891 · 
1892 · 
1893 · 
1894 · 
1895 · 
1896-1897 · 
1898 · 
1899 · 
1900 · 
1901 · 
1902-1903 · 
1904 · 
1905 · 
1906 · 
1907 · 
1908 · 
1909 · 
1910 · 
1911 · 
1912 · 
1913 · 
1914 · 
1915-1921 · 
1922 · 
1923 · 
1924 · 
1925 · 
1926 · 
1927 · 
1928 · 
1929 · 
1930 · 
1931 · 
1932 · 
1933 · 
1934 · 
1935 · 
1936 · 
1937 · 
1938 · 
1939 ·
1940-1946 · 
1947 · 
1948 · 
1949 · 
1950 · 
1951 · 
1952 · 
1953 · 
1954 · 
1955 · 
1956 · 
1957 · 
1958 · 
1959 · 
1960 · 
1961 · 
1962 · 
1963 · 
1964 · 
1965 · 
1966 · 
1967 · 
1968 · 
1969 · 
1970 · 
1971 · 
1972 · 
1973 · 
1974 · 
1975 · 
1976 · 
1977 · 
1978 · 
1979 · 
1980 · 
1981 · 
1982 · 
1983 · 
1984 · 
1985 · 
1986 · 
1987 · 
1988 · 
1989 · 
1990 · 
1991 · 
1992 · 
1993 · 
1994 · 
1995 ·
1996 · 
1997 · 
1998 · 
1999 · 
2000 · 
2001 · 
2002 · 
2003 · 
2004 · 
2005 · 
2006 ·
2007 ·
2008 ·
2009 ·
2010 ·
2011 ·
2012 ·
2013 ·
2014 ·
2015 ·
2016 ·
2017 ·
2018 ·
2019 ·
2020 ·
2021 · 
2022 · 
2023 · 
2024 · 
2025

WK kunstschaatsen ·
WK kunstschaatsen junioren ·
Viercontinentenkampioenschap ·
Olympische Spelen